# Eupener Bier

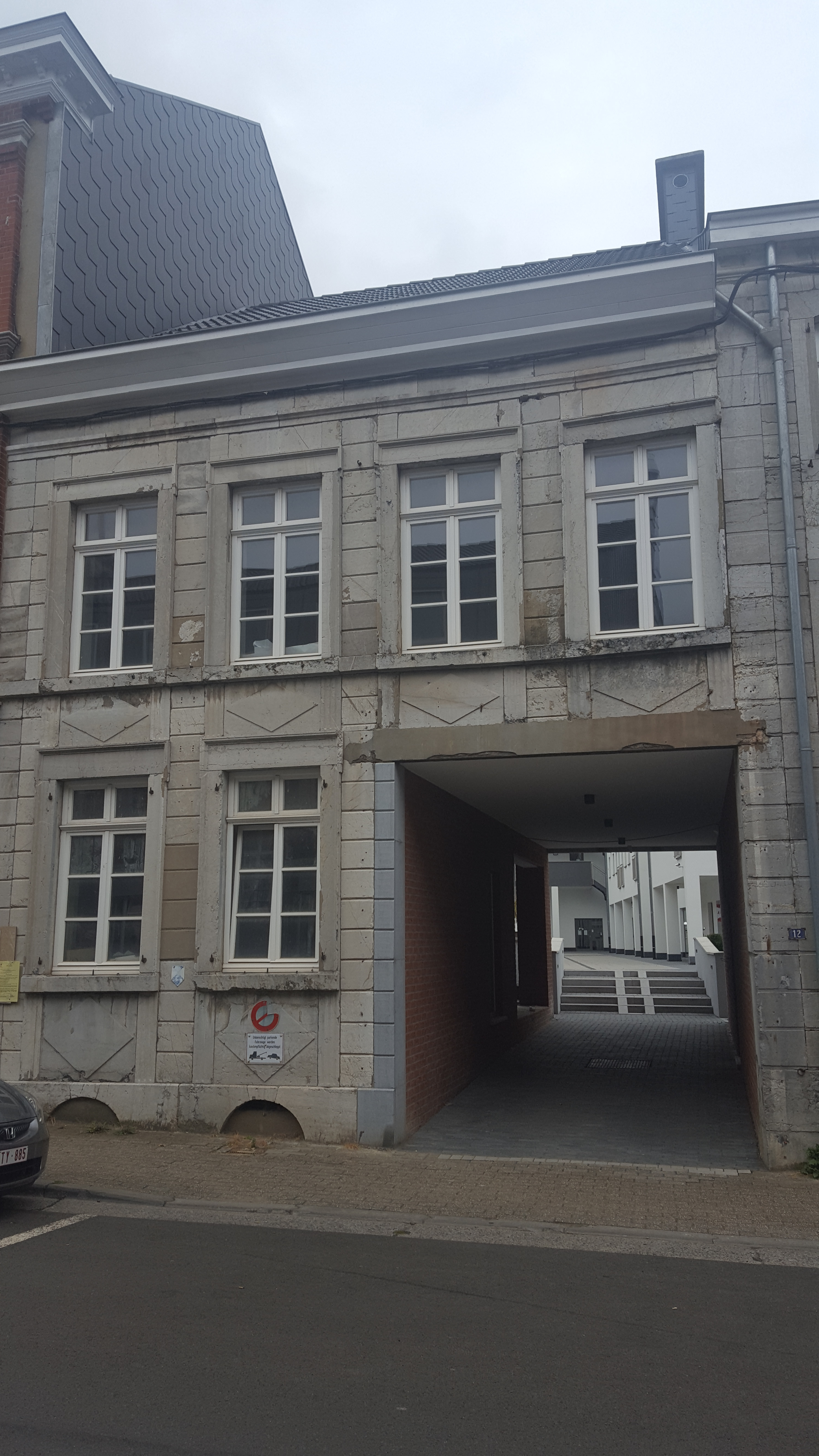
Ancienne entrée de la Brasserie d'Eupen

L'Eupener Bier appelée couramment Eupener est une bière belge brassée par la brasserie Haacht située à Boortmeerbeek en Province du Brabant flamand.

## Historique
La Delhougne'sche Brauerei brassait depuis 1834 Paveestrasse à Eupen. En 1897, elle fusionne avec la Körfer'sche Brauerei pour former l'Eupener Bierbrauerei (brasserie d'Eupen). Celle-ci devient la dernière brasserie germanophone belge et ferme ses portes en 1998. Depuis lors, l'Eupener est produite par la brasserie Haacht.

## Bière
Cette bière blonde de type pils titrant 5,1 % en volume d'alcool est principalement brassée pour les habitants de la ville d'Eupen et des Cantons de l’Est de Belgique suivant la réglementation du Reinheitsgebot, une tradition séculaire allemande datant de 1516.
Sur l'étiquette, figurent l'année 1834, les armoiries de la ville d'Eupen et l'inscription Rein Malz und Edelhopfen signifiant pur Malt et houblon noble.

## Source et lien externe
- Site de la brasserie